# Dasychira lichenodes
Dasychira lichenodes är en fjärilsart som beskrevs av Collenette 1936. Dasychira lichenodes ingår i släktet Dasychira och familjen tofsspinnare. Inga underarter finns listade i Catalogue of Life.